# Världsmästerskapen i bordtennis 1991
Världsmästerskapen i bordtennis 1991 hölls i Chiba, Japan mellan 24 april och 6 maj 1991.

## Resultat

### Lag
| Event      | Guld                                                                                                | Silver                                                                  | Brons                                                                         |
| Lag herrar | Sverige Mikael Appelgren Peter Karlsson Erik Lindh Jörgen Persson Jan-Ove Waldner                   | Jugoslavien Zoran Kalinić Ilija Lupulesku Zoran Primorac Robert Smrekar | Tjeckoslovakien Milan Grmanl Tomas Janci Petr Javurek Petr Korbel Roland Vimi |
| Lag damer  | Korea Hong Cha-Ok (Sydkorea) Hyun Jung-Hwa (Sydkorea) Li Bun-Hui (Nordkorea) Yu Sun-Bok (Nordkorea) | Kina Chen Zihe Deng Yaping Gao Jun Qiao Hong                            | Frankrike Emmanuelle Coubat Sandrine Derrien Xiaoming Drechou Agnes Le Lannic |

### Individuellt
| Event       | Guld                              | Silver                 | Brons                                           |
| Herrsingel  | Jörgen Persson                    | Jan-Ove Waldner        | Kim Taek-Soo (Sydkorea)                         |
| Herrsingel  | Jörgen Persson                    | Jan-Ove Waldner        | Ma Wenge                                        |
| Damsingel   | Deng Yaping                       | Li Bun-Hui (Nordkorea) | Chan Tan Lui                                    |
| Damsingel   | Deng Yaping                       | Li Bun-Hui (Nordkorea) | Qiao Hong                                       |
| Herrdubbel  | Peter Karlsson Thomas von Scheele | Lü Lin Wang Tao        | Erik Lindh Jörgen Persson                       |
| Herrdubbel  | Peter Karlsson Thomas von Scheele | Lü Lin Wang Tao        | Andrei Mazunov Dmitrij Mazunov                  |
| Damdubbel   | Chen Zihe Gao Jun                 | Deng Yaping Qiao Hong  | Ding Yaping Li Jun                              |
| Damdubbel   | Chen Zihe Gao Jun                 | Deng Yaping Qiao Hong  | Hu Xiaoxin Liu Wei                              |
| Mixeddubbel | Wang Tao Liu Wei                  | Xie Chaojie Chen Zihe  | Kim Song-Hui (Nordkorea) Li Bun-Hui (Nordkorea) |
| Mixeddubbel | Wang Tao Liu Wei                  | Xie Chaojie Chen Zihe  | Kalinikos Kreanga Otilia Badescu                |

## Koreas förenade lag
Båda koreanska staterna diskuterade ett förenat fotboll- och bordtennislag. I februari 1991 enades man om att skapa ett förenat bordtennislag för världsmästerskapen 1991. Det var Koreas första förenade lag sedan delningen.